# زوبین مهتا

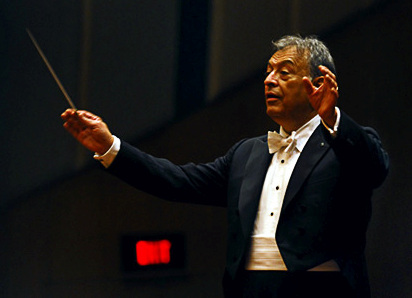
مهتا در حال رهبری ارکستر فیلارمونیک اسرائیل در بمبئی

زوبین مهتا (هندی: ज़ुबिन मेहता، انگلیسی: Zubin Mehta؛ زادهٔ ۲۹ آوریل ۱۹۳۶، هندوستان) رهبر ارکستر نامی موسیقی کلاسیک در جهان است.
زوبین فرزند مهلی و تهمینه مهتا، از پارسیان هند است. 
وی با اردشیر زاهدی دوستی و مهری دیرنده داشت و همین علاقه باعث گردید که در دورهٔ محمدرضا شاه پهلوی به او شهروندی افتخاری ایران اعطاء گردد.
او از ۱۹۷۸ تا ۱۹۹۱ رهبر ارکستر فیلارمونیک نیویورک بود. کسی تاکنون نتوانسته است به این مدت در چنین پستی باقی بماند.
مهتا هم‌اکنون رهبر ارکستر فیلارمونیک اسرائیل است.